# 1988 RH8
1988 RH8 är en asteroid i huvudbältet som upptäcktes den 11 september 1988 av den bulgariska astronomen Vladimir Sjkodrov vid Rozhen-observatoriet.
Asteroiden har en diameter på ungefär 3 kilometer.